# Bülstedt
Bülstedt er en kommune i Samtgemeinde Tarmstedt med godt 700 indbyggere (2013). Den ligger i den vestlige del af Landkreis Rotenburg (Wümme), i den nordlige del af den tyske delstat Niedersachsen. Samtgemeindens administration ligger i byen Tarmstedt.

## Geografi
Ud over hovedbyen Bülstedt ligger også Osterbruch og den ind til 1974 selvstændige kommune, Steinfeld, i kommunen. Nordøst for Bülstedt ligger det 22 hektar store naturschutzgebiet „Schwarzes Moor bei Bülstedt“.